# Желдыбино (деревня, Владимирская область)
Желдыбино — деревня в Киржачском районе Владимирской области России, входит в состав Кипревского сельского поселения.

## География
Деревня расположена на берегу речки Вахчилка (бассейн Клязьмы) в 3 км на юго-восток от центра поселения деревни Кипрево и в 12 км на северо-восток от райцентра города Киржач близ автодороги 17К-9 Кольчугино – Киржач. В 7 км на северо-восток от деревни находится железнодорожная станция Желдыбино на линии Бельково — Иваново.

## История
В грамоте великого князя Ивана Васильевича 1439 года в числе вотчин Киржачского монастыря названа деревня Желдыбинская, так же названа она и в грамотах 1456 и 1492 годов. В грамоте 1530 года Желдыбино названо уже селом. В сотной выписи Желдыбино названо сельцом, в нем двор монастырский, 24 двора крестьянских и 5 бобыльских. По ревизии 1719 года в Желдыбине числилось 114 душ мужского пола, по ревизии 1744 года — 103 души. В 1763 году здесь был монастырский конный завод. 
В конце XIX — начале XX века деревня являлась центром Жердевской волости Покровского уезда. 
С 1929 года деревня входила в состав Корытовского сельсовета Киржачского района, позднее в составе Кипревского сельсовета.

## Население
| 1859 | 1905 |
| ---- | ---- |
| 277  | 397  |

| 1859 | 1905 | 1926 | 2002 | 2010 | 2021 |
| ---- | ---- | ---- | ---- | ---- | ---- |
| 277  | ↗397 | ↗523 | ↘139 | ↘125 | ↘102 |